# Marten
Marten (bulharsky Мартен) je město ležící v severním Bulharsku, v Dolnodunajské nížině na břehu Dunaje. Nachází se 13 km severovýchodně od města Ruse, správního střediska stejnojmenné obštiny a žije v něm přibližně 3 900 obyvatel.

## Zeměpis
Město se nachází na břehu řeky Dunaj v nadmořské výšce 20 metrů. Poblíž města se nachází sníženina Jamata, o níž se místní obyvatelé domnívají, že je jediným meteorickým kráterem v Bulharsku. Pro tuto domněnku neexistuje důkaz a věrohodnějším vysvětlením je, že prohlubeň je produktem krasových nebo sufúzních procesů. Nachází se zde také pískový lom.

## Historie
Město bylo založeno v 1. století jako pevnost, která byla součástí římské dunajské limes. V oné době bylo uváděno jako Tegra, Tegris nebo Tigris.
Osídlení zde prokazatelně existovalo také během druhé bulharské říše (ve 12. – 14. století).
Obec byla povýšena na město rozhodnutím rady ministrů 591 ze 7. srpna 2006.

## Obyvatelstvo
Níže uvedená tabulka ukazuje vývoj populace města od třicátých let (1934 – 2021):
| rok      | 1934  | 1946  | 1956  | 1965  | 1975  | 1985  | 1992  | 2001  | 2011  | 2021  |
| populace | 2 656 | 2 757 | 2 712 | 3 289 | 3 832 | 4 741 | 4 465 | 4 143 | 3 662 | 3 539 |

K 15. září 2024 ve městě žilo 3 923 obyvatel a bylo zde trvale hlášeno 3 661 obyvatel. Podle sčítání z 1. února 2011 bylo národnostní složení následující:
- Bulhaři: 3 322 (95.5 %)
- Turci: 108 (3.1 %)
- Romové: 32 (0.9 %)
- ostatní[p 2]: 18 (0.5 %)